# Читтагонгская фондовая биржа
Читтагонгская фондовая биржа (англ. Chittagong Stock Exchange) — фондовая биржа, расположенная в портовом городе Читтагонг, что в юго-восточной части Бангладеш. Биржа была основана в 1995 году и торжественно открыта премьер-министром. Президентом совета директоров стал член парламента Бангладеш Амир Хосру Махмуд Чаудхури. Одна из двух бирж в стране, является второй по значению в стране после Даккийской фондовой биржи. В настоящее время совет директоров состоит из 24 человек, президентом является Насируддин Ахмед Чаудхури, в составе совета работают три вице-президента.